# Kambrium
Perioden kambrium er en geologisk tidsalder, som strakte sig fra 541,0 til 485,4 millioner år siden, hvor den blev afløst af ordovicium. Kambrium indleder overgangen mellem æonerne proterozoikum og phanerozoikum. Starten på kambrium defineres ved første optræden af sporfossilet Treptichnus pedum. Bjergarterne dannet i den kambriske periode udgør det kambriske system, først defineret i 1835 fra Wales af Adam Sedgwick. Kambrium blev derfor opkaldt efter Wales, der på latin hedder Cambria. 
Klimaet var gennemgående varmt uden permanent is ved polerne.

## Geologi
Perioden var rolig uden større jordskælv eller vulkanudbrud. Havet skyllede ind over Norge, der var nedslidt til en slette.  Danmark var sammen med Norge, Sverige og det nordvestlige Rusland en del af Det baltiske skjold, der lå syd for ækvator. Fossiler af armfødder er fundet på Ærø. På Bornholm er der i sandsten fundet krybespor og ormehuller efter trilobitter og andre dyr fra kambrium. 
Alunskiferen i Oslo blev dannet i kambrium, så Jordens oldtid flere steder er synlig i gadebilledet.  Sibiriens enorme saltlag stammer ligeledes fra kambrium; på det meste er de mere end 1 km tykke, hvad der ikke ses andre steder i verden. Sådanne afsætninger kan kun dannes ved gentagne inddampninger af et havområde gennem flere millioner år. Det er sket i Middelhavet, hvor saltlagene ses i landene rundt. I kambrium lå Sibirien ved ækvator, hvor havet kom og gik gennem æonerne. 

## Dyreliv
I kambrium så man for første gang store fossilerede, flercellede organismer, mere komplekse end svampe og medusoider. Overgangen prækambrium-kambrium omtales ofte som den kambriske eksplosion, fordi der opstod en mængde nye livsformer, karakteriseret ved, at de havde et ydre skelet (skal). Dermed kunne de bevares som fossiler, og findes i dag indkapslet i periodens sedimentære bjergarter. Kambriums flora og fauna synes udelukkende at være marine former. Af planter sås forskellige slags alger. I det varme havvand dannede cyanobakterier måtter af alger, stromatolitter,  der slap ilt ud i mængder, der gradvis omdannede atmosfæren til det, vi kender i dag. Til gengæld forsvandt rangeomorferne. Ligesom korallerne var de immobile, så disse juletrælignende skabninger kunne ikke hamle op med kambriums raske svømmere.  Andre dyr fra den tidligere Avalon-eksplosion, der var ophav til de aller tidligste livsformer større end encellede organismer - løvformede, forgrenede eller spindelformede skabninger - døde ligeledes ud. 
Almindeligst i kambrium var trilobitterne; man taler om "trilobitternes tidsalder". Dernæst optrådte et stort antal brachiopoder (armfødder), archaeocyatider, bløddyr, pighuder og svampe. Dickinsonia, der holdt til på havbunden for 571 og 540 millioner år siden, og kunne blive henved halvanden meter bred, har været tolket både som et dyr, en svamp, en slags lav eller en enorm, encellet organisme. Den havde hverken en synlig mund eller noget fordøjelsessystem. 
Digermulhalvøen i Tanafjorden har en af de få sedimentære lagpakker fra skillet mellem prækambrium og kambrium, uden større afbrud i aflejringerne. Her lykkedes det at identificere overgangen fra ediakara til kambrium ved hjælp af sporfossiler og syreresistente mikrofossiler, kaldt acritarcher.  Her opdagede man Norges ældste dyr, der levede for 550 millioner år siden og lignede en lille løg, ti cm lang, med fire skiver ud fra den bløde krop. Sandsynligvis stod skabningen oprejst, forankret på havbunden i et firkantet fæste. 

## Planteliv
Der kendes ingen fossiler af landplanter fra Kambrium, men der var både mikro- og makroskopiske alger i havene.